# Chrom(II)-chlorid
Chrom(II)-chlorid ist eine chemische Verbindung aus der Gruppe der Chromverbindungen und Chloride.

## Gewinnung und Darstellung
Chrom(II)-chlorid wird durch Reduktion von Chrom(III)-chlorid mit Wasserstoff bei 500 °C gewonnen:
{\displaystyle \mathrm {2\ CrCl_{3}+H_{2}\longrightarrow 2\ CrCl_{2}+2\ HCl} }
Im kleineren Umfang kann auch Lithiumaluminiumhydrid LiAlH4 oder ähnliches zur Reduktion verwendet werden
{\displaystyle \mathrm {4\ CrCl_{3}+LiAlH_{4}\longrightarrow 4\ CrCl_{2}+LiCl+AlCl_{3}+2\ H_{2}} }
Auch die Reduktion durch Zink ist möglich.
{\displaystyle \mathrm {2\ CrCl_{3}+Zn\longrightarrow 2\ CrCl_{2}+ZnCl_{2}} }

## Eigenschaften
Chrom(II)-chlorid ist ein feuchtigkeitsempfindlicher, luftempfindlicher, hygroskopischer, grauer geruchloser Feststoff. Es besitzt eine orthorhombische Kristallstruktur (verzerrter Rutil-Typ, Raumgruppe Pnnm (Raumgruppen-Nr. 58)) ähnlich der von Calciumchlorid mit a = 664, b = 598 und c = 348 pm.

## Verwendung
Chrom(II)-chlorid wird als Katalysator, Reduktionsmittel und Absorptionsmittel für Sauerstoff verwendet. Es wird auch in der Nozaki-Hiyama-Kishi-Reaktion eingesetzt.